# 津沢夜高あんどん祭

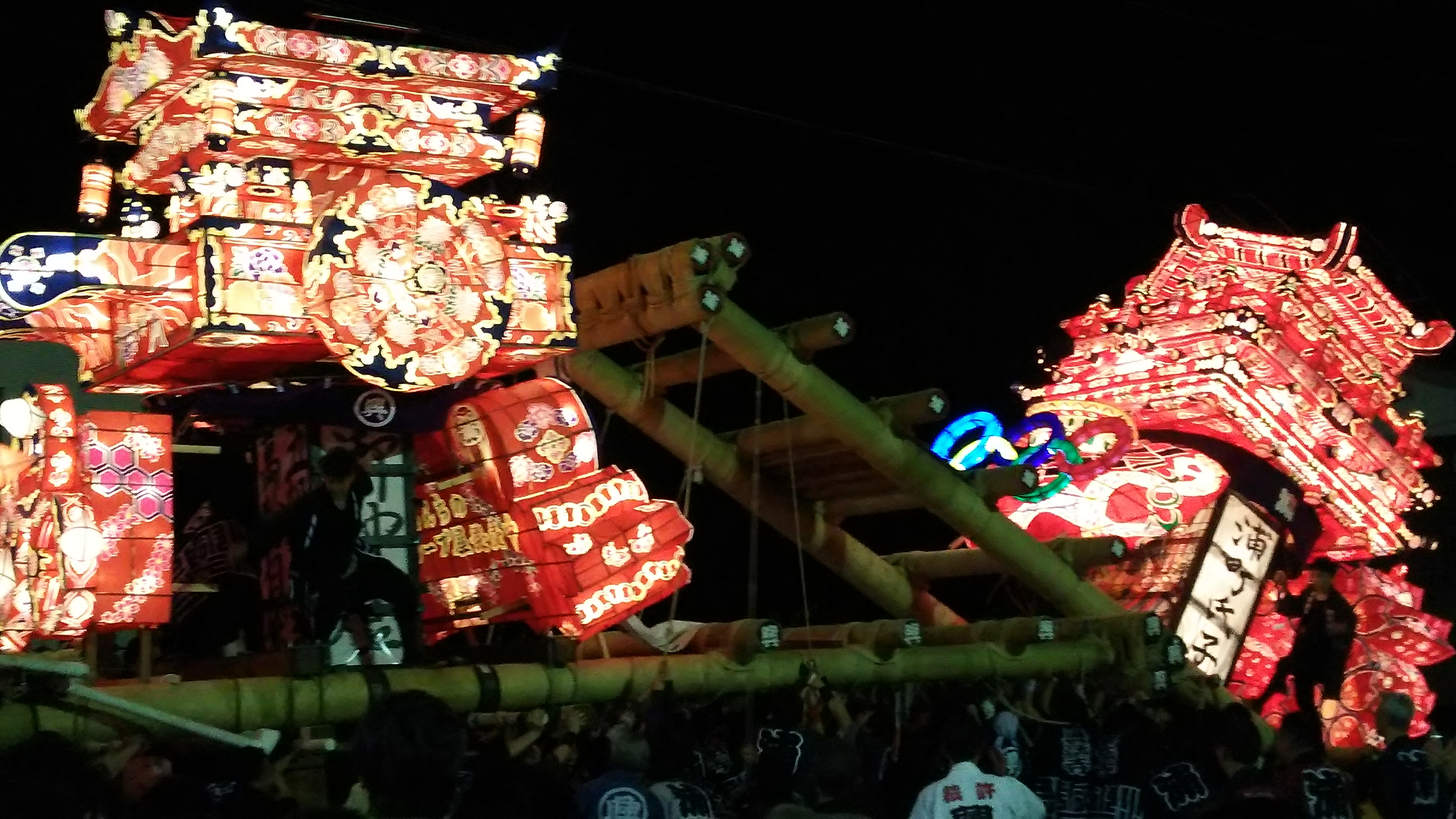
激しく荒々しい大行燈の喧嘩が津沢夜高あんどん祭の醍醐味。

津沢夜高あんどん祭（つざわよたかあんどんまつり）は、富山県小矢部市津沢地区で行われる夜高祭（田祭り）であり、小矢部三大祭の一つである。毎年6月の第一金曜日と土曜日に行われる。また、木曜日夕刻より前夜祭が行われる。

## 概要
山車、連楽（れんがく、田楽（でんがく）ともいわれる）、釣り物を組合せた高さ約6.5m、長さ約12mの大行燈7基・中行燈6(5)基・小行燈8(9)基の夜高行燈が両日午後7時より街を練り廻す。1日目には夜高行燈の出来栄えを競い合う「夜高あんどんコンクール（全行燈）」と、大行燈7基を対象とした「釣り物コンクール」が行われる。また、両日午後9時頃より行われる「喧嘩夜高行燈引き廻し」（ただ単に「喧嘩（けんか）」、「あんどんのぶつけ合い」、「ぶつかり合い」とも言う）では、あんどん広場前道路にて大行燈7基による勇壮な夜高行燈のぶつけ合いが行われる。これは、向かい合った2基の大行燈がぶつかり合い、相手の釣り物（夜高行燈前方に吊るされた吊り行燈）を大きな音を立てて潰し合うもので、午前0時頃まで続けられる。南砺市の「福野夜高祭」や砺波市の「砺波夜高祭り」では、2日目のみに喧嘩が行われるが、当該夜高祭りと砺波市庄川町の「庄川観光祭（庄川夜高行燈）」の場合は、喧嘩が2日間とも行われる。また2006年（平成18年）に「とやまの文化財百選（とやまの祭り百選部門）」に選定され、2017年（平成29年）9月28日には、遅くとも明治時代から行われている砺波地方最古の田祭りと推測できるとして、小矢部市の無形民俗文化財に指定された。
前夜祭ではあんどん広場にて、各町村内の小学生による夜高太鼓の競演、地元園児による小行燈よりさらに小さいミニ行燈の練り廻し、また夜高踊りが津沢夜高太鼓・民謡保存会によって行われる。
発祥年代は定かではないが、富山県砺波平野一帯の農村部で室町時代におこった田祭りが原型であろうと推測される。津沢に隣接する南砺市福野地域の福野夜高祭は承応年間の伝承文献があり検証されているが、その周辺の市町村も同じ時期に派生していったであろうと思われる。田植えが終わったあと、「やすんごと」と称して五穀豊穣を祝い御祭りをしていた形跡は各地にある。
また、この夜高祭りは、小矢部市の姉妹都市で、同市新西（旧 新西嶋村）出身の沼田喜三郎らが開拓したことから町名にもなった、北海道沼田町に、1977年（昭和52年）から沼田町夜高あんどん祭りとして伝承されている。沼田の夜高祭りは、今や北海道の三大行燈祭りに挙げられるまでに発展している。
2020年（令和2年）4月8日、新型コロナウイルス感染症の拡大を受け、関係諸団体はこの年の祭礼を中止。翌2021年（令和3年）も、あんどん制作の際、人の密集が避けることができないなどの理由で、2年連続の中止が決定した。しかし、2022年（令和4年）には6月4日の1日限定ながら、西町を除く6町の大行燈での喧嘩が再開された。

## 夜高行燈
夜高行燈には、台の下部に車輪とソリ状の摺木（ずりき）といわれる部分を合わせてできた台車が設置されている。その台の上に練り廻すための台棒（だいぼう）といわれる太い2本の丸太を組み、さらに台棒に対して横に組む横棒といわれる丸太を井桁に組む。摺木の中心と台の中心には、心棒（しんぼう、「心木（しんぎ）」ともいう）を刺す。その心棒には下側から、「御神燈（祝田祭とは書かない）」と書かれた連楽（れんがく）といわれる四角い箱型の行燈、その前後に吊物（釣り物、つりもん）といわれる吊り行燈、その上に傘にのれん状の水引幕（「おしめ」、「ふんどし」という）を張った傘鉾（かさぼこ）、そして最上部には山車（だし）といわれる御所車や神輿、舟形をモチーフにした行燈が取付られている。山車の下には、座布団（ざぶとん）といわれる山車の下部に設置する行燈が取り付けられる場合もある。心棒は、それらの行燈や傘鉾の固定のために必要不可欠である。喧嘩をする町内の夜高行燈には、喧嘩時の上下左右の動きを制御するために台棒の1番棒と2番棒（左右にある台棒2本共のこと）に喧嘩ロープが取り付けられる。相手と組み合って相手の行燈の上に前棒（台棒の一番前に丸太3本を横に組んで縄を巻いてある部分のこと、「バンパー」ともいう）が入った時、このロープを下へ引いて、相手の釣り物を潰す。また、喧嘩をする町内の夜高行燈の最後尾の部分には、喧嘩時の上下の動きを制御するための喧嘩補助用の喧嘩パイプ（喧嘩用金物）が設置されている町内もある。
山車は数ヶ月から約1年、釣り物は数週間から約1ヶ月、連楽は数週間から約1ヶ月かけて、木枠、番線、竹ひご、針金や絶縁テープ（ビニールテープ）などを用いて立体的な形を作る。その形状に従って和紙を貼り、その和紙の上に蝋引きをした後に色とりどりの彩色を施して仕上げる。夜になって行燈の中に光が灯ると、よりいっそう山車や釣り物が立体的かつ、鮮やかに浮かびあがる。行燈の光源には、LED電球や白熱電球が使用される。なお、中・小・ミニ行燈の基本的な形状は同じである。
また、大行燈は両日の喧嘩で何度も他町とぶつかり合って釣り物を壊すため、予備の釣り物が複数個用意されており、喧嘩が行われる度に取り替えられる。

## 夜高行燈を保有する町

### 大行燈を保有
- 上町（かんまち）
- 浦町（うらまち）
- 西町（にしまち）
- 新西（しんにし：昔の新西嶋村）
- 清水（しみず）
- 蓑輪（みのわ）
- 興法寺（こうぼうじ）

### 中・小行燈のみを保有
- 古清水、鴨島、南部、西部、中央、川原、西島、下川崎、中町

## 津沢あんどんふれあい会館
2020年（令和2年）6月5日開館の、津沢夜高あんどんの紹介・展示を行なう施設（山車会館）である。あんどん広場内に元からある旧小矢部消防署津沢出張所の鉄筋コンクリート造り2階建ての施設（339.68m2）を改築、また津沢地区が、江戸時代加賀藩の年貢米の集積地として、切り妻屋根の藩の米蔵（藩倉）が数多く建てられたことから、木造2階建ての切り妻屋根のあんどん展示室（208.25m2）を増築した。当初、2019年（令和元年）7月に着工、2020年（令和2年）2月完成、同年4月末の開館予定であったが、2019年（令和元年）末からの新型コロナウイルス感染症の拡大により約1ヵ月遅れの開館となった。
増築した吹き抜けの6.5mのシャッター付あんどん展示室には、大行燈を1基展示しており、展示室内の階段を昇ると、普段は見ることの出来ない上部より大行燈を観賞できる。大行燈は各町の行燈（7基）を毎年入れ替える。改築部分は、ミニ行燈が展示され、各種イベントの開催や、津沢夜高太鼓の練習を行なえる体験室、祭りの映像を楽しめる多目的交流室、研修室（会議室）がある。
- 開館時間 午前9時〜午後5時（火曜日から金曜日の午前11時以降は予約が必要）
- 入館料 無料（研修室・会議室等の利用は有料）
- 休館日 毎週月曜日（祝日の場合は翌日）、年末年始 12月29日〜1月3日
- 駐車場 あり

## 津沢夜高節
1. 富山名物津沢の夜高よ競う万燈のササ火が灯る
2. 鯉の滝登りやどういうて登るよ山を川にしょとササゆうて登る
3. 瀬田の唐橋唐金擬宝珠よ 水に影さすササ膳所の城
4. 声はすれども姿は見えぬよ 姿草葉のササきりぎりす
5. 蝶々お山に蝶々がとまるよ とまるはずじゃよササ花じゃもの
6. 高い山から谷底見ればよ  うりやなすびのササ花ざかり
7. 五条の橋から牛若弁慶よ 蹴り合い跳ね合いササ弁慶まけた
8. あれま洒落たもんだ下駄の歯が欠けるよ 欠けりゃおあんさんにササ買うてもらえ
9. 向かう鉢巻きりりと締めてよ 意気で染め込むササ双子縞
10. 紅も派手なるあんどん立てりゃよ 風も匂うぞササ五月空
11. 今年や24日なあな  追分の松よ しゃあでしゃあで 男女の花 男女の松よ サッサドッコイサノサ ヨイヤサ
12. 一升樽 ひょんころひょんと担いで 急がにゃなるまい盃や待っとるそんじゃ  おちゃやれおちゃやれ

1. からすとんびは底なし空をよ 笛や太鼓でササ飛び回る
2. 主は今頃起きてか寝てかよ 思い出してかササ忘れてか
3. 主の心とお囃子山はよ いつも逢う逢うササ待つばかり
4. どうせこうなりゃ二足のわらじよ すげて履いたりササ履かせたり
5. 今年や世が良て穂に穂が下がるよ 枡がいらいでササ 箕ではかる
6. 津沢夜高とあの娘の袖はよ 上がり下がりもササ華やかに
7. 心合わせて仕上げた夜高よ 今宵津沢にササ火の華を